# Arkansas Jamboree Barndance

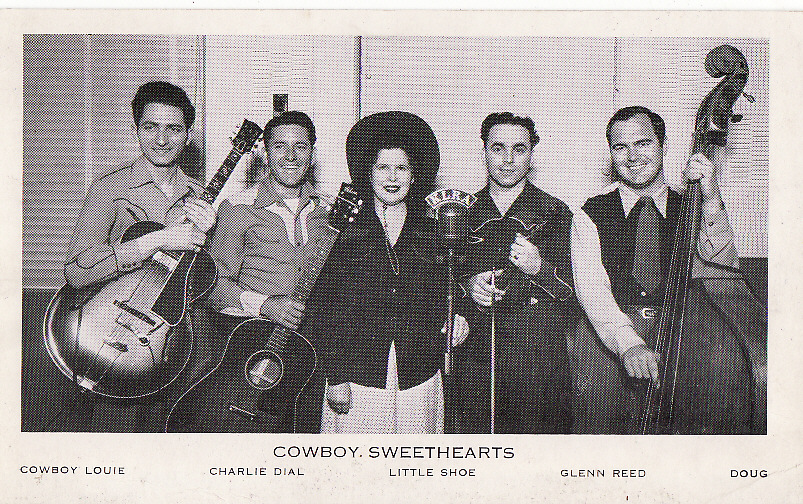
The Cowboy Sweethearts

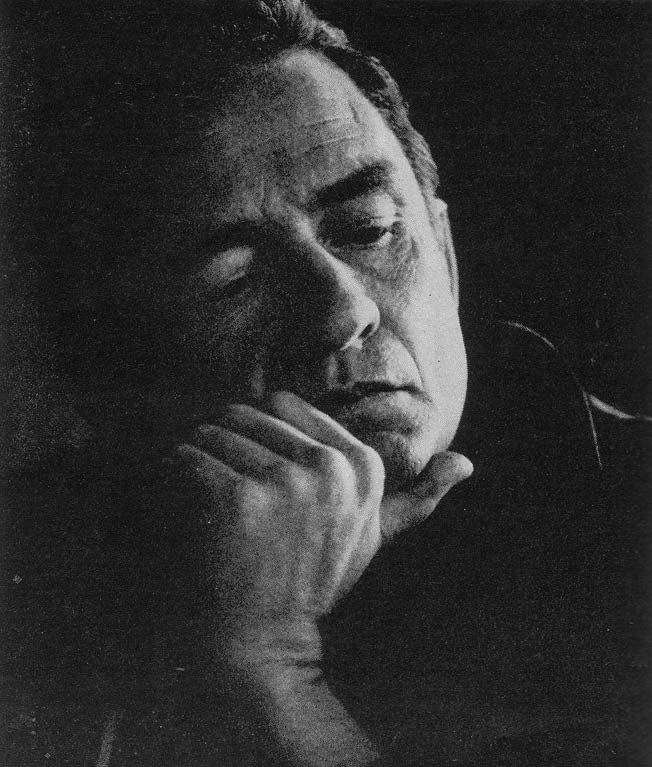
Johnny Cash

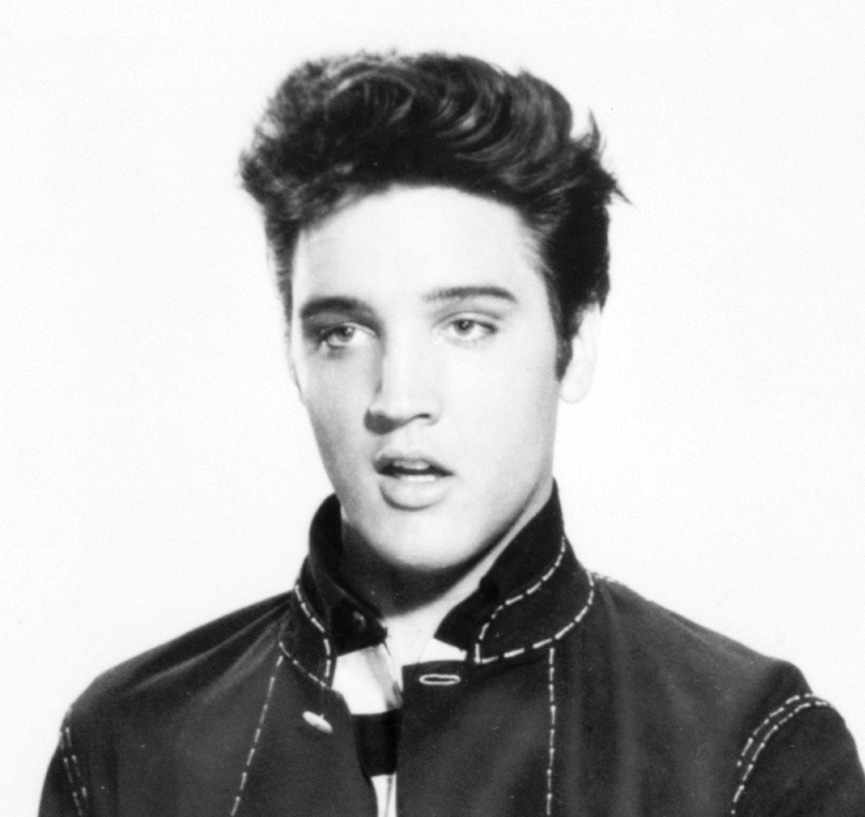
Elvis Presley

Der Arkansas Jamboree Barndance, auch bekannt als Barnyard Frolic, war eine US-amerikanische Country-Sendung, die von KLRA aus Little Rock, Arkansas, gesendet wurde. 

## Geschichte

### Entwicklung
Der Arkansas Jamboree Barndance wurde erstmals im April 1946 aus Little Rock übertragen. Moderatorin der Show war eine Country-Sängerin, die als „Little Shoe“ bekannt war. Little Shoe, die eigentlich Alma Crosby hieß und 1910 geboren wurde, hatte sich bereits in Wheeling, West Virginia, bei dem WWVA Jamboree einen Namen gemacht und war danach durch die Lande gezogen, wo sie bei verschiedenen Sendern wie KMOX (St. Louis) und KMBC (Kansas City) gearbeitet hatte.  Nachdem Little Shoe eine Zeit lang im Norden der USA gelebt hatte, kehrte sie in die Südstaaten mit der Idee zurück, eine eigene Barn Dance Show zu gründen. Während viele Stationen ihre Pläne ablehnten, war die Leitung des Senders KLRA in Little Rock, Arkansas, einverstanden. 

### 1946 bis 1960
Fortan wurden jeden Samstagabend ab 10:30 Uhr die Arkansas Jamboree Barndances live aus der Tommy Trent Fun Barn gesendet. Obwohl der Sender keine große Reichweite hatte, stellte sich die Show als sehr erfolgreich heraus. Anfang der 1950er-Jahre verließ Little Shoe die Stadt und Chick Adams übernahm die Produktion der Show.
Während der 1940er- und frühen 1950er-Jahre waren es vor allem Hillbilly-Musiker wie Frank Dudgeon, die Armstrong Twins, die Union County Boys oder Little Shoe selbst, die in der Show auftraten. Ab 1954 traten auch vermehrt Rockabilly-Musiker auf. Das Sun-Ensemble der Sun Records aus Memphis, Tennessee, war regelmäßig mit Johnny Cash, Sonny Burgess und Slim Rhodes vertreten. Auch Elvis Presley hatte einen Auftritt im Barndance, das Publikum war jedoch überhaupt nicht begeistert von seinem Musikstil und seinem Auftreten, sodass Presley vorzeitig die Bühne verlassen musste. Weitere Mitglieder der Show waren Lonnie Glossom, die Venables und Tommy Trent.
Später gab es ebenfalls eine TV-Version der Show. Um 1960 wurde der Arkansas Jamboree Barndance jedoch abgesetzt, vor allem aufgrund der sich wandelnden Musik- und Unterhaltungsindustrie.

## Gäste und Mitglieder
| - Johnny Cash - Sonny Burgess - Slim Rhodes - Elvis Presley - Lloyd McCollough - Little Shoe - The Cowboy Sweethearts - Frank Dudgeon - The Armstrong Twins - Texas Bill Strength | - Lonnie Glosson - Tommy Trent - The Venables - The Union County Boys - The Crystal Valley Boys - The Stamp Baxter Rainbow Quartette - Charlie Dial - Nita Lynn - Sammy Barnhart |